# 托拉尔夫·格拉
托拉尔夫·格拉（挪威語：Thoralf Glad，1878年2月1日—1969年7月17日），生于奥斯陆，挪威前男子帆船运动员。他曾代表挪威参加1912年夏季奥林匹克运动会帆船比赛，获得一枚金牌。.